# カルルス温泉
カルルス温泉（カルルスおんせん）は、北海道登別市にある温泉。「登別カルルス温泉」とも言われる。「国民保養温泉地」に指定されており、「名湯百選」にも選定されている。

## 概要
登別温泉の北西約8kmに位置し、来馬岳、オロフレ山の麓を流れる登別川沿いに数軒の旅館が存在する。源泉の色は無色透明である。
この地はアイヌ語で「ペンケユ」と呼ばれていたが、旧オーストリア帝国（現チェコ領）のカルルスバード（カールスバート、カルロヴィ・ヴァリ）の温泉と似た泉質であったことから「カルルス」と名づけられた。

## 泉質
- 単純温泉（低張性中性高温泉）
  - 源泉温度48 - 68℃[1]
  - 芒硝の含有量が多い（但し、芒硝泉になるほど含有されていない）。

## 歴史
1886年（明治19年）、室蘭郡役所書記を務めていた日野愛憙（ひのあいき）が屯田兵入植地として登別川上流の調査をしていた際に発見された。その3年後の1889年（明治22年）に彼の養子である日野久橘（ひのきゅうきつ）が再びこの温泉を発見し、持病の胃カタルが治った事から、温泉の開発に心血を注いだ。
1899年（明治32年）の開湯時には共同浴場と旅館1軒のみだったが、日露戦争の後期に登別温泉と共に旭川陸軍予備病院の指定する療養地となったことで全国的に知られるようになった。
1949年（昭和24年）に周辺地域が「支笏洞爺国立公園」に指定された。その後、1957年（昭和32年）に北海道で第1号、全国でも12番目となる「国民保養温泉地」に指定された。1961年（昭和36年）、スキー場（現・カルルス温泉サンライバスキー場）が開設された。

## 周辺
- カルルス温泉サンライバスキー場
- 橘湖（国内唯一の個人が所有している湖）
- 登別カントリー倶楽部
- オロフレ峠
- カルルス温泉簡易郵便局

## アクセス
車
- 道央自動車道登別東ICから北海道道2号洞爺湖登別線経由で約20分。

鉄道・バス
- 北海道旅客鉄道（JR北海道）室蘭本線登別駅から道南バス登別温泉ターミナルまで約20分。「サンライバスキー場」行に乗換えて約25分。

## 備考
バスクリンが「日本の名湯・登別カルルス」という名称で入浴剤を販売している。入浴剤は乳白色だが、源泉の色は無色透明である。